# 통일유언검인법
통일유언검인법은 미국의 통일법으로 상속과 유증재산의 처분을 규율하는 법리다. 1969년 초안당시 전국적으로 채택을 목표로 하였으나 현재 일부의 주만 채택한 상태이다. 현재까지 몇차례 개정이 있었으며 가장 최근에는 2006년에 개정되었다. 

## 목차
1. 총칙, 정의, 유언검인법원의 관할
2. 유언, 증여
3. 유언검인 및 집행
4. 외국 개인대표와 부가 집행
5. 장애인과 그의 자산 보호
6. 유언검인외 사후증여
7. 신탁관리

## 참고 문헌
- 명순구, 현대미국신탁법, 세창출판사, 2005 ISBN 978-89-8411-124-0
- 임채웅 역, 미국신탁법 : 유언과 신탁에 대한 새로운 이해, 박영사, 2011 ISBN 978-89-6454-628-4